# Jackie McLean

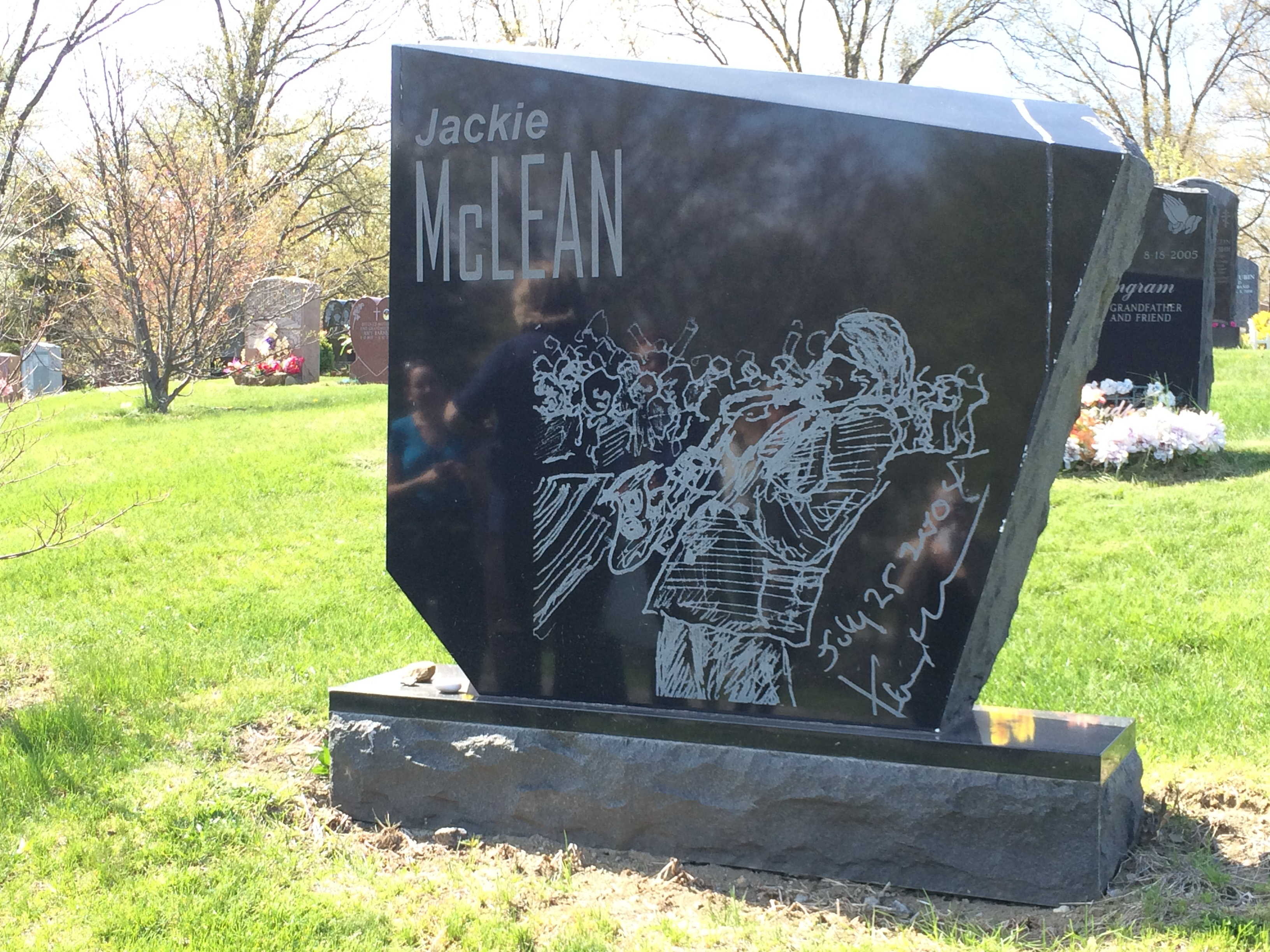
Jackie McLean sírja, Woodlawn Cemetery, Bronx, NY

Jackie McLean (New York, 1931. május 17. – Hartford, 2006. március 31.) amerikai altszaxofonos, zeneszerző, zenekarvezető, zenetanár.

## Pályakép
Jackie McLean apja Tiny Bradshaw zenekarának gitárosa volt. Apja halála után keresztapja − akinek lemezboltja volt − tanította ezután; és más híres tanárok is. Foglalkozott vele Thelonious Monk, Bud Powell és Charlie Parker is.
Középiskolás évei alatt egy zenekarban játszott Kenny Drew-val, Sonny Rollinsszal, Andy Kirkkel. Tizenkilencéves korában Miles Davisszel lemezt készített (Davis Dig album).
Már ifjúkorában készített felvételeket Gene Ammonsszal, Charles Mingusszal és George Wallingtonnal is.
McLean egész korai pályafutásától kezdve heroinfüggő volt. A New York-i engedélyének  bevonása arra kényszerítette, hogy rengeteg alkalmi vállaljon, ezért az 1950-es és 60-as években nagy igen sok felvétele készült. 1959-67 között leszerződött a Blue Note Recordsszal, akiktől jó fizetést kapott, és az ott végzett munkáját komolyan értékelték. 1962-ben felvette a Let Freedom Ring című albumot a Blue Note számára. Ez az album a csúcspontja volt a dzsessz harmonikus problémáira adott válaszairól. A Let Freedom Ring idején avantgardista zenészekkel lépett fel, és nem a korábbi hard bop zenésztársaival.
1964-ben hat hónap börtönbüntetést kapott a heroin okán. 1967-ben a Blue Note új vezetése felbontotta a szerződését. 1968-ban tanítani kezdett, ahol aztán létrehozta az egyetem afroamerikai zenei tanszéket. 1970-ben feleségével megalapította az Artists' Collective, Inc. of Hartford  szervezetet, amely oktatási programokat szervez a tánc, a színjátszás, a zene és a képzőművészet területén az afrikai eredetű művészet és kultúra megőrzése céljából.

## Lemezeiből
- Lights Out! (1956)
- 4, 5 and 6 (1956)
- Alto Madness (1957)
- McLean's Scene (1957)
- New Soil (1959)
- Swing, Swang, Swingin' (1959)
- Capuchin Swing (1960)
- Jackie's Bag (1960)
- Bluesnik (1961)
- A Fickle Sonance (1961)
- Let Freedom Ring (1962)
- Tippin' the Scales (1962)
- Vertigo (1963)
- One Step Beyond (1963)
- Destination... Out! (1963)
- It's Time! (1964)
- Action Action Action (1964)
- Right Now! (1965)
- Jacknife (1965)
- Consequence (1965)
- New and Old Gospel (1967)
- 'Bout Soul (1967)
- Demon's Dance (1967)
- One Night with Blue Note Preserved Volume 2 (1985) & Woody Shaw, McCoy Tyner, Cecil McBee, Jack DeJohnette
- It's About Time (1985) & McCoy Tyner
- Hat Trick (1996)
- Fire & Love (1998)
- Nature Boy (2000)
- Ode to Super (1973)
- Dr. Jackle (1979)
- Contour (1980)
- Strange Blues (1990)
- Makin The Changes (1990)
- Dynasty (1990)
- A Long Drink Of The Blues (1994)
- The Jackie Mac Attack Live (1991)
- Rhythm Of The Earth (1992)

## Díjak
- National Education Association (NEA) Jazz Masters
- Down Beat Hall of Fame[9]